# Евсевий Затворник
Евсе́вий (др.-греч. Εὐσέβιος; IV век — V век) — христианский подвижник, сирийский пустынник, преподобный.
Сведения о жизни Евсевия сообщает Феодорит Кирский в 4 главе своей книги «История боголюбцев».
Наставником в монашеской жизни Евсевия был его родной дядя Мариан (др.-греч. Μαριανὸς). Дядя поместил своих племянников: Мариана и его родного брата в тесной хижине, он стал учить их евангельскому образу жизни. Брат Евсевия заболел и умер, а Евсевий продолжил иноческую жизнь. Келья Евсевия находилась на расстоянии двадцати пяти стадий от селения под названием Теледа (др.-греч. Τελεδὰν). Это селение находилось к востоку от Антиохии и к западу от Верии, у подножия горы под названием Корифа (др.-греч. Κορυφὴν). Евсевий прожил в посте и молитве в келье в течение всей жизни дяди, ни с кем не разговаривая и не видя света, но пребывая постоянно в добровольном заточении. После смерти дяди монах Аммиан (др.-греч. Ἀμμιανός), живший на вершине горы Корифы, на холме, покрытом лесом, убедил Евсевия покинуть келью и ради душевной пользы людей возглавить монастырь, находящийся на этом холме. Евсевий в наказание за свою невнимательность стал носить вериги, он наложил на поясницу железный пояс и надел на шею весьма тяжёлую цепь, и пояс соединил с ней также цепью, чтобы, согнувшись таким образом, он был вынужден постоянно смотреть в землю. Слава о Евсевии распространялась, благодаря ей к нему пришли монахи, воспитанные Иулианом. Евсевий управлял монастырём до конца жизни, перед смертью к Евсевию прибыли Иаков Персиянин и Агриппа. Евсевий предложил возглавить монастырь Иакову, но тот отказался. Тогда Евсевий предложил это сделать Агриппе, последний стал после смерти подвижника настоятелем монастыря.